# Ostré (Niżne Tatry)

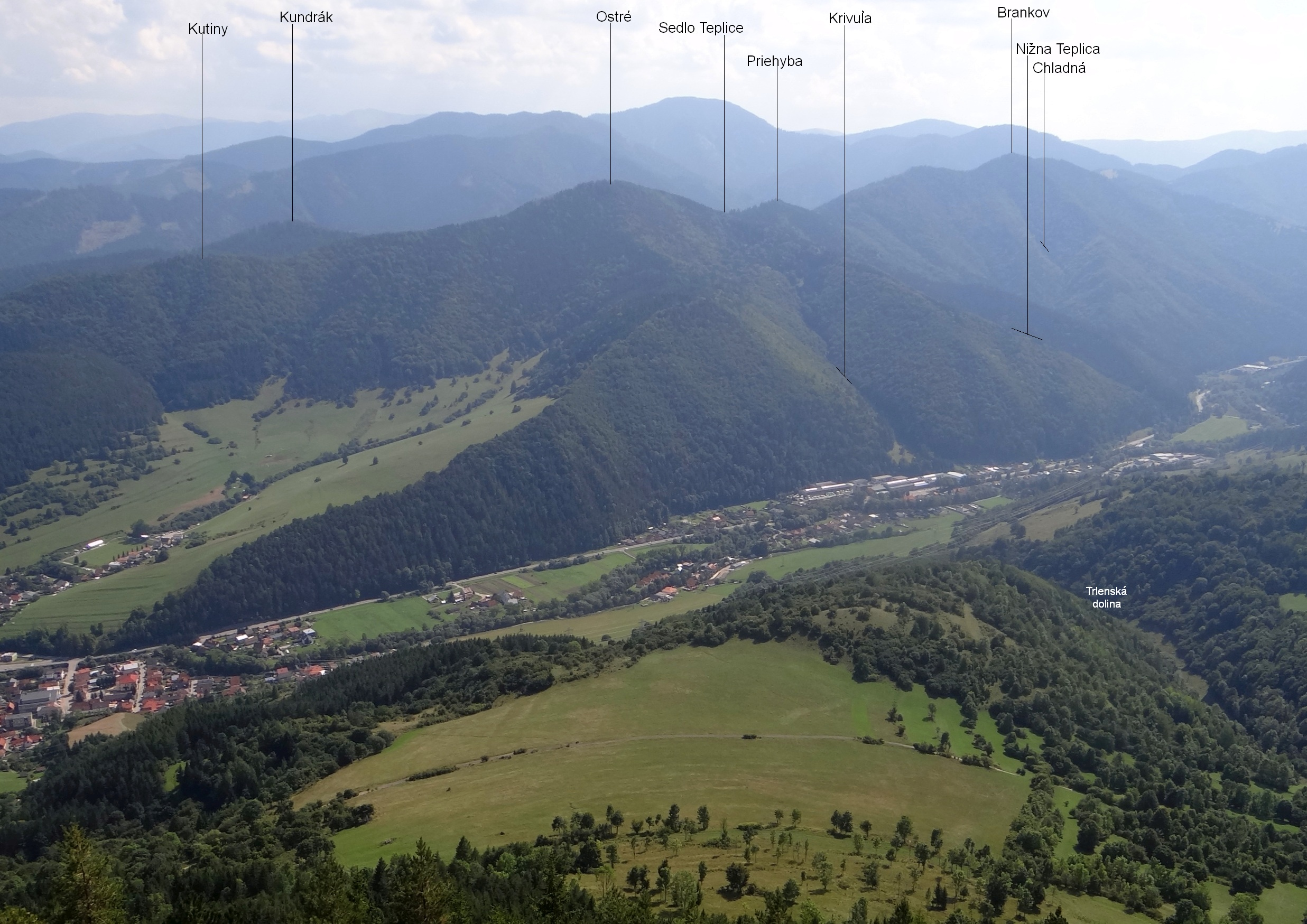
Widok z Sidorova

Ostré (ludowo: Ostrô; 1062 m) – szczyt w zachodniej części Niżnych Tatr na Słowacji. Należy do tzw. Grupy Salatynów.
Ostré wznosi się w grzbiecie oddzielającym Dolinę Revúcką na zachodzie od Doliny Ludrowskiej na wschodzie. Jest zwornikiem; na Ostrém grzbiet ten rozgałęzia się na dwa grzbiety:
- północny ze szczytami Kutiny (889 m), Borovnisko (866 m) i Priechod (640 m),
- północno-wschodni ze szczytami Kundrák (948 m) i Zapažiť (834 m).

Ponadto w zachodnim kierunku (do doliny Revúcy) opada z Ostrego jeszcze jeden, krótki grzbiet. Oddziela on niewielką dolinkę z zabudowaniami należącej do Rużomberka dzielnicy Biely potok od porośniętej lasem dolinki Krivuľa. Południowe stoki Ostrego opadają na przełęcz Teplice (945 m).
Wierzchołkowe partie góry zbudowane są ze skał wapiennych, pozostałą część budują margle, margliste łupki i iłowce.  Ostré jest całkowicie porośnięte lasem. Znajduje się poza granicami Parku Narodowego Niżne Tatry.

## Historia
W czasie słowackiego powstania narodowego góra obsadzona była jednostkami szóstej grupy taktycznej powstańczej armii, wspieranej na skrzydłach przez partyzanckie oddziały z brygady "Stalin". 6 września 1944 roku przygotowano tu silne pasmo obrony, skąd we wrześniu i październiku powstańcy obserwowali dolinę Wagu. Z punktów obserwacyjnych na szczycie góry prowadzili skuteczny ostrzał artyleryjski, utrudniając tym niemiecką przeprawę i transport. W ten sposób Słowacy bronili Niemcom również dostępu do Bańskiej Bystrzycy. Ciężkie walki o szczyt trwały od połowy września do 24 października 1944 roku. Powstańcy odparli 14 niemieckich ataków, w czasie których zabili 300 nieprzyjacielskich żołnierzy, a dalszych 136 pojmali. Jednostce pod dowództwem nadporucznika A. Benickiego i kapitana artylerii P. Mitry udało się na koniec wymknąć z niemieckiego oblężenia i przebić się do Białego Potoku, gdzie żołnierze dołączyli do innych powstańców.
W 1962 r. na wierzchołku góry turyści z Rużomberku zamontowali tablicę, upamiętniającą te walki. Za czasów Słowackiej Republiki Socjalistycznej szczyt był celem gwiaździstych zlotów turystycznych młodzieży, organizowanych co roku na początku września. W Dolinie Ludrowskiej u stóp Ostrego znajduje się pomnik słowackiego powstania narodowego.

## Turystyka
Przez Ostré prowadzi zielony szlak turystyczny.
  Biely Potok (Rużomberk) – Brdisko – Kutiny – Ostré – sedlo Teplice – Priehyba – Brankov – sedlo Jama – Veľký Brankov – Podsuchá. Odległość 11,6 km, suma podejść 1000 m, suma zejść 955 m, czas przejścia 5,10 h (z powrotem 5,20 h)